# Милун, Марко
Марко Милун (хорв. Marko Milun; род. 28 сентября 1996, Сплит, Хорватия) — хорватский боксёр-любитель, выступающий в супертяжёлой весовой категории. Член национальной сборной Хорватии, бронзовый призёр Европейских игр (2019), бронзовый призёр чемпионата ЕС (2018), многократный победитель и призёр международных и национальных турниров в любителях.

## Биография
Родился 28 сентября 1996 года в Сплите, Хорватия.

## Любительская карьера

### 2018—2020 годы
В ноябре 2018 года стал бронзовым призёром на чемпионате Европейского союза в Вальядолиде (Испания), в весе свыше 91 кг, где он в четвертьфинале победил по очкам единогласным решением судей опытного молдаванина Алексея Заватина, но в полуфинале единогласным решением судей уступил опытному англичанину Фрейзеру Кларку.
В июне 2019 года стал бронзовым призёром на Европейских играх в Минске (Белоруссия), в категории свыше 91 кг. Где он в 1/16 финала соревнований победил по очкам (5:0) опытного итальянца Клементе Руссо, в 1/8 финала по очкам единогласным решением судей опять победил молдаванина Алексея Заватина, в четвертьфинале по очкам (5:0) победил опытного грузина Михаила Бахтидзе, но в полуфинале досрочно проиграл опытному украинцу Виктору Выхристу.
В сентябре 2019 года, в Екатеринбурге (Россия) участвовал на чемпионате мира выступая в супертяжёлой весовой категории (свыше 91 кг). Где он в 1/16 финала по очкам (5:0) победил боксёра из ДРК Джейми Тшикева, но затем в 1/8 финала досрочно в 1-м раунде проиграл опытному американцу Ричард Торрес.
С весны 2020 года был введён жёсткий коронавирусный карантин в Хорватии и по всей Европе, и в 2020 году он остался практически без соревновательной практики.

### 2021—2023 годы
В конце октября 2021 года в Белграде (Сербия), участвовал на чемпионате мира в категории свыше 92 кг, и там он в 1/16 финала проиграл по очкам единогласным решением судей (счёт: 0:5) боксёру из Турции Берату Ачару.
В июне 2023 года участвовал на III-х Европейских играх в Кракове (Польша), в весе свыше 92 кг, где он в первом раунде соревнований по очкам (счёт: 0:4) проиграл опытному британцу Делишесу Ори, — который в итоге стал победителем данного турнира.
В октябре 2023 года, в Будве (Черногория) стал чемпионом Кубка Европы EUBC Cup 2023, где он в полуфинале по очкам со счётом 5:0 победил австрийца Ахмеда Хагага, и в финале со счётом 5:0 победил болгарина Йордана Эрнандеса.